# Georgina García Pérez
Dit is een Spaanse naam; García is de vadernaam en Pérez is de moedernaam.
Georgina García Pérez (Barcelona, 13 mei 1992) is een tennisspeelster uit Spanje. García Pérez begon met tennis toen zij vijf jaar oud was. Haar favoriete ondergrond is hardcourt. Zij speelt rechtshandig en heeft een tweehandige backhand.

## Loopbaan

### Enkelspel
García Pérez debuteerde in 2007 op het ITF-toernooi van Barcelona (Spanje). Zij stond in 2009 voor het eerst in een finale, op het ITF-toernooi van Fuerteventura (Spanje) – zij verloor van de Duitse Lena-Marie Hofmann. In 2015 veroverde García Pérez haar eerste titel, op het ITF-toernooi van Ponta Delgada (Portugal), door de Nederlandse Kelly Versteeg te verslaan. Tot op heden(april 2020) won zij tien ITF-titels, de meest recente in 2018 in Andrézieux-Bouthéon (Frankrijk).
In 2018 kwalificeerde García Pérez zich voor het eerst voor een WTA-hoofdtoernooi, op het toernooi van Boedapest. Zij kwalificeerde zich voor het eerst voor een grandslamtoernooi op Roland Garros 2018, waar zij de tweede ronde bereikte.
Haar hoogste notering op de WTA-ranglijst is de 124e plaats, die zij bereikte in november 2018.

### Dubbelspel
García Pérez behaalde in het dubbelspel betere resultaten dan in het enkelspel. Zij debuteerde in 2007 op het ITF-toernooi van Barcelona (Spanje), samen met de Russin Irina Koripenko. Zij stond in 2009 voor het eerst in een finale, op het ITF-toernooi van Fuerteventura (Spanje), samen met de Belgische Majoly De Wilde – zij verloren van het Britse duo Danielle Brown en Elizabeth Thomas. In 2011 veroverde García Pérez haar eerste titel, op het ITF-toernooi van Madrid (Spanje), samen met landgenote Rocío de la Torre Sánchez, door het Nederlands/Belgisch duo Kiki Bertens en Elyne Boeykens te verslaan. Tot op heden(april 2020) won zij zeventien ITF-titels, de meest recente in 2019 in Asuncion (Paraguay).
In 2016 speelde García Pérez voor het eerst op een WTA-hoofdtoernooi, op het toernooi van Bogota, samen met landgenote Laura Pous Tió. Twee weken later bereikte zij de halve finale op het toernooi van Rabat, samen met de Bulgaarse Aleksandrina Naydenova. Zij stond in 2018 voor het eerst in een WTA-finale, op het toernooi van Boedapest, samen met de Hongaarse Fanny Stollár – hier veroverde zij haar eerste titel, door het koppel Kirsten Flipkens en Johanna Larsson te verslaan. Zij nam voor het eerst deel aan een grandslamtoernooi op Wimbledon 2018, waartoe zij samen met Fanny Stollár als lucky loser was toegelaten – zij bereikten er de tweede ronde.
Haar hoogste notering op de WTA-ranglijst is de 71e plaats, die zij bereikte in februari 2020.

### Tennis in teamverband
In 2018 en 2019 maakte García Pérez deel uit van het Spaanse Fed Cup-team – zij behaalde daar een winst/verlies-balans van 4–1.

## Posities op deWTA-ranglijst
Positie per einde seizoen:
| jaar | rang enkelspel | rang dubbelspel |
| ---- | -------------- | --------------- |
| 2009 | 820            | –               |
| 2010 | 751            | 735             |
| 2011 | 900            | 465             |
|      |                |                 |
| 2014 | 821            | –               |
| 2015 | 317            | 257             |
| 2016 | 298            | 122             |
| 2017 | 244            | 270             |
| 2018 | 124            | 98              |
| 2019 | 259            | 93              |

## Palmares
| Legenda                 |
| ----------------------- |
| Grandslamtoernooi       |
| Olympische Spelen       |
| Year-End Championships  |
| Premier Mandatory       |
| Premier Five / WTA 1000 |
| Premier / WTA 500       |
| International / WTA 250 |
| Challenger / WTA 125    |

### WTA-finaleplaatsen enkelspel
geen

### WTA-finaleplaatsen vrouwendubbelspel
| nr.              | finale     | toernooi      | ondergrond    | partner             | tegenstandsters                                 | score            |         |
| ---------------- | ---------- | ------------- | ------------- | ------------------- | ----------------------------------------------- | ---------------- | ------- |
| gewonnen finales |            |               |               |                     |                                                 |                  |         |
| 1.               | 2018-02-25 | WTA Boedapest | hardcourt (i) | Fanny Stollár       | Kirsten Flipkens Johanna Larsson                | 4-6, 6-4, [10-3] | details |
| 2.               | 2019-12-22 | WTA Limoges   | hardcourt (i) | Sara Sorribes Tormo | Jekaterina Aleksandrova Oksana Kalasjnikova     | 6-2, 7-6         | details |
| verloren finales |            |               |               |                     |                                                 |                  |         |
| 1.               | 2018-05-04 | WTA Rabat     | gravel        | Fanny Stollár       | Anna Blinkova Raluca Olaru                      | 4-6, 4-6         | details |
| 2.               | 2019-05-03 | WTA Rabat     | gravel        | Oksana Kalasjnikova | María José Martínez Sánchez Sara Sorribes Tormo | 5-7, 1-6         | details |

### Gewonnen ITF-toernooien enkelspel
| nr. | finale     | toernooi            | dotatie | ondergrond    | tegenstandster in finale   | score         |
| --- | ---------- | ------------------- | ------- | ------------- | -------------------------- | ------------- |
| 1.  | 2015-04-26 | Ponta Delgada       | $10.000 | hardcourt     | Kelly Versteeg             | 6-2, 6-1      |
| 2.  | 2015-05-16 | Monzón              | $10.000 | hardcourt     | Cristina Sánchez Quintanar | 6-4, 6-2      |
| 3.  | 2016-08-28 | Bük                 | $25.000 | gravel        | Gabriela Pantůčková        | 6-3, 6-0      |
| 4.  | 2016-11-05 | Casablanca          | $10.000 | gravel        | Fatma Al Nabhani           | 6-4, 3-6, 6-2 |
| 5.  | 2016-11-19 | Rabat               | $10.000 | gravel        | Fatma Al Nabhani           | 6-3, 2-6, 6-1 |
| 6.  | 2017-02-12 | Hammamet            | $15.000 | gravel        | Jil Teichmann              | 7-5, 6-2      |
| 7.  | 2017-05-12 | Monzón              | $25.000 | hardcourt     | Marie Bouzková             | 6-1, 6-3      |
| 8.  | 2017-05-21 | La Bisbal d'Empordà | $25.000 | gravel        | Estrella Cabeza Candela    | 6-2, 0-6, 6-4 |
| 9.  | 2017-12-15 | Pune                | $25.000 | hardcourt     | Katy Dunne                 | 6-4, 7-5      |
| 10. | 2018-01-28 | Andrézieux-Bouthéon | $60.000 | hardcourt (i) | Arantxa Rus                | 6-2, 6-0      |

### Gewonnen ITF-toernooien dubbelspel
| nr. | finale     | toernooi         | dotatie  | ondergrond    | partner                   | tegenstandsters in finale            | score             |
| --- | ---------- | ---------------- | -------- | ------------- | ------------------------- | ------------------------------------ | ----------------- |
| 1.  | 2011-10-01 | Madrid           | $25.000  | gravel        | Rocío de la Torre Sánchez | Kiki Bertens Elyne Boeykens          | 5-7, 6-4, [10-8]  |
| 2.  | 2014-11-15 | Casablanca       | $10.000  | gravel        | Olga Parres Azcoitia      | Tea Faber Silvia Njirić              | 6-2, 6-4          |
| 3.  | 2014-11-22 | Casablanca       | $10.000  | gravel        | Olga Parres Azcoitia      | Manisha Foster Lisa Sabino           | 1-6, 7-6, [10-7]  |
| 4.  | 2015-05-16 | Monzón           | $10.000  | hardcourt     | Olga Parres Azcoitia      | Başak Eraydın Francesca Stephenson   | 6-4, 6-2          |
| 5.  | 2016-07-09 | Boedapest        | $100.000 | gravel        | Ema Burgić Bucko          | Lenka Kunčíková Karolína Stuchlá     | 6-4, 2-6, [12-10] |
| 6.  | 2016-08-28 | Bük              | $25.000  | gravel        | Fanny Stollár             | Dalma Gálfi Réka Luca Jani           | 6-3, 7-6          |
| 7.  | 2016-09-04 | Barcelona        | $25.000  | gravel        | Andrea Gámiz              | Alice Matteucci Jil Teichmann        | 6-2, 7-5          |
| 8.  | 2016-10-02 | Clermont-Ferrand | $25.000  | hardcourt (i) | Olga Sáez Larra           | Manon Arcangioli Silvia Njirić       | 6-2, 3-6, [10-2]  |
| 9.  | 2017-04-15 | Pula             | $25.000  | gravel        | Bernarda Pera             | Cristiana Ferrando Camilla Rosatello | 6-4, 6-3          |
| 10. | 2017-05-06 | Lleida           | $25.000  | gravel        | Andrea Gámiz              | Vera Lapko Aleksandrina Naydenova    | 6-1, 4-6, [10-8]  |
| 11. | 2017-05-12 | Monzón           | $25.000  | hardcourt     | Andrea Gámiz              | Sofia Sjapatava Valerija Strachova   | 6-3, 6-4          |
| 12. | 2017-12-23 | Navi Mumbai      | $25.000  | hardcourt     | Diāna Marcinkēviča        | Pranjala Yadlapalli Tamara Zidanšek  | 6-0, 6-1          |
| 13. | 2019-04-07 | Óbidos           | $25.000  | tapijt (o)    | Cristina Bucșa            | Sofia Sjapatava Emily Webley-Smith   | 7-5, 7-5          |
| 14. | 2019-07-14 | Contrexéville    | $100.000 | gravel        | Oksana Kalasjnikova       | Anna Danilina Eva Wacanno            | 6-3, 6-3          |
| 15. | 2019-08-04 | Bad Saulgau      | $25.000  | gravel        | Sara Sorribes Tormo       | Ksenija Laskoetova Marina Melnikova  | 6-3, 6-1          |
| 16. | 2019-10-27 | Székesfehérvár   | $100.000 | gravel        | Fanny Stollár             | Nina Potočnik Nika Radišič           | 6-1, 7-6          |
| 17. | 2019-11-03 | Asuncion         | $60.000  | gravel        | Andrea Gámiz              | Anna Danilina Conny Perrin           | 6-4, 3-6, [10-3]  |

## Resultaten grandslamtoernooien
| Legenda | Legenda                          |
| ------- | -------------------------------- |
| g.t.    | geen toernooi gehouden           |
| l.c.    | lagere categorie                 |
| –       | niet deelgenomen                 |
| G       | uitgeschakeld in de groepsfase   |
| 1R      | uitgeschakeld in de eerste ronde |
| 2R      | uitgeschakeld in de tweede ronde |
| 3R      | uitgeschakeld in de derde ronde  |
| 4R      | uitgeschakeld in de vierde ronde |
| KF      | uitgeschakeld in de kwartfinale  |
| HF      | uitgeschakeld in de halve finale |
| F       | de finale verloren               |
| W       | het toernooi gewonnen            |
| w-v     | winst/verlies-balans             |

### Enkelspel
| toernooi        | 2018 |
| --------------- | ---- |
| Australian Open | –    |
| Roland Garros   | 2R   |
| Wimbledon       | –    |
| US Open         | –    |

### Vrouwendubbelspel
| toernooi        | 2018 |    | 2020 |
| --------------- | ---- | -- | ---- |
| Australian Open | –    | 2R |      |
| Roland Garros   | –    |    |      |
| Wimbledon       | 2R   |    |      |
| US Open         | –    |    |      |